# بنو يزيد
قبيلة بني يزيد وواحدهم (اليزيدي) تسكن أعالي وادي الليث وهي قبيلة عربية مضرية عدنانية.

## النسب
ذكر في معجم قبائل الحجاز «بنو يزيد والنسبة إليهم يزيدي : قبيلة صغيرة تسكن وادي سلبة أحد روافد الليث العليا وينتسبون الى عُمرين من ثقيف»

## حلف قبائل عمرين
المتعارف عليه أن قبائل (عمرين) هي حلف قبلي قديم يضم قبائل عديدة منها (عمر الشداد) وبني يزيد و(بني ذبيان) و(ثقيف ترعة)، وتلتقي هذه القبائل الأربع في مضر بن نزار بن معد بن عدنان وكان سبب هذا الحلف أنهم يتحامون فيما بينهم ويحرسون الآبآر من أجل الشرب لهم ولي بهائمهم إذ كان يصعب وجود الماء في زمنهم لقلة هطول الأمطار.

## قبائل وبطون بني يزيد
تنقسم قبائل بني يزيد إلى قسمين :
1. الظهرة :

| - آل محفوظ - الرشدة - آل شيبة | - الطرفاء - العمشان |

2. آل حسن :
| - الدبلة - الرزقة - آل عجلان | - آل معيوف - آل سوحة - الطورة |

## ديار بني يزيد
تسكن قبيلة بني يزيد شرق محافظة الليث التابعة لمنطقة مكة المكرمة بنحو 290 كيلو.